# ビンガムトン銃乱射事件
ビンガムトン銃乱射事件（ビンガムトンじゅうらんしゃじけん）は、アメリカ合衆国・ニューヨーク州中部ビンガムトンのアメリカ市民協会（移民支援センター）にて2009年4月3日金曜日に発生した銃乱射事件である。
10時30分頃（東部標準時、日本時間4日0時30分頃）、帰化ベトナム系移民のJiverly Antares Wong(またの名を Jiverly Voong)が施設に侵入し、中にいた多くの人を銃撃した。最終的に被疑者本人を含む14名の死亡が確認され、4人が負傷した。負傷者の年齢は20代から50代半ばで、ニューヨーク州ジョンソンシティの「ウィルソン医療センター」とニューヨーク州ビンガムトンの「ルルドの我らが貴婦人記念病院」で治療を受けた。ビンガムトンのアメリカ市民協会では、市民権の認可、地域の移民コミュニティへの文化や言語に関する援助を行っている。

## 事件
午前10時30分頃（東部標準時）、犯人はアメリカ市民協会ビルに父親名義の車でバリケードを築いた。彼は防弾ベストと、明るい緑色のナイロンジャケットを着用し、黒縁の眼鏡をかけていたという 。
その後犯人は進行方向のビル正面入口に向けて銃を多数発砲し、中に進入した。午前10時30分にブルームカントリー・コミュニケーションズがいくつかの911通報を受けており、このとき最初の警官が現場に派遣された。市民協会の受付係の二人が最初の犠牲者となった。受付係の一人は頭を打ちぬかれて殺害されており、腹部を銃撃された2人目は、死亡したふりをしていたが、犯人が去った後デスクの下に隠れ911に連絡した。受付係の連絡は911のスタッフが午前10時38分に受け取っている。負傷した受付係は61歳のシャーリー・デルシアで、銃撃による怪我があるにもかかわらず、救助されるまで39分間電話を切らず、現場の様子を伝え続けた。彼女が後に語ったことによると、犯人は一言も喋らずにただ銃を撃ち続けたという。
受付を離れ、続いて現場となったのはESLクラスが開催されていた教室で、その場にいた全員が銃撃を受けた。犯人は教室に侵入すると中にいた生徒に向け発砲し、何人かを人質に取った。警察は911の連絡から数分で到着したが、そのとき既にサイレンを聞いた犯人が自分に向け銃を発砲し自殺した後だったことが後に判明した。最終的に犯人が放った銃弾は全部で99発、9mmベレッタからの88発とと45口径ベレッタの11発だった。警察は私有地の周辺に留まり、近くのビンガムトン高校といくつかの通りを封鎖した。犯人の生死が確認されていなかったその時、警察は犯人と接触した際のコンタクトを取るためにベトナム語が流暢なブルーム・コミュニティカレッジの助教授Tuong Hung Nguyenを呼んでいた。
SWATのメンバーが市民センタービルに進入し、処理を開始したのは最初の警察への連絡があった午前10時30分から43分後の午前11時13分で、巡視警官が最初に現場に到着した午前10時33分から40分後のことだった。SWATはその時まだ犯人が自殺したことを確認していなかったため、慎重に先に進んだ。人質のうち何人かは地下に逃走し、十数人以上はクローゼットに隠れた。高校教師でベトナム系のThanh Huynhは、ベトナム系の生存者が警察の聞き取りに答えられるように通訳を求められた。
犯人は自分に放った銃弾による傷で死亡し、一階教室で他の被害者と共に遺体で発見された。彼の体からはいくつもの武器が見つかった。腰バンドからは猟刀、首には弾薬が結び付けられており、ニューヨーク州の銃所持ライセンスのシリアルナンバーと一致する二丁のセミオート拳銃（45口径ベレッタと9mmベレッタ）が発見された。また、現場にはいくつもの未使用の弾薬と、少なくとも一つの空になった30発分の弾薬、レーザー照準付きの銃が残されていた。
午後2時33分までには、SWATはビルの障害物処理と内部の避難を終わらせた。

## 犯人像
アメリカ市民協会銃撃事件の犯人は41歳のJiverly Antares Wong（1967年12月8日 - 2009年4月3日）で、ニューヨーク市ジョンソンシティの住民であった。Wongは南ベトナム共和国で華族の家系に生まれた。彼が最初にニューヨーク州に来たのは1980年代後半で、その後カリフォルニア州に移住する。1992年にWongは詐欺により軽犯罪法違反（misdemeanor charge）で逮捕される。Wongは1995年11月にアメリカ市民となった。1999年にはカリフォルニア州イングルウッドに移住し、そこでWongは結婚し、子供がいないまま後に離婚している。
Wongはロサンゼルスにある「Kikka Sushi」と呼ばれる食品宅配会社に配達人として約7年間働いていた。Wongは2007年7月のある日、職場に出勤せず、同月ビンガムトンに移住していた。2008年には会社が源泉徴収票（W-2）の写しの提示を求めてWongに連絡し、それをニューヨーク州充てに送るよう要求している 。初期の報告では、Wongは最近ニューヨーク州エンディコットにあるIBMの工場での仕事を失っていたとしていたが、IBMは、記録からWongを雇っていた形跡は一切ないと述べている。また、Wongは地元のShop-Vacという会社の掃除機工場で2008年9月に閉鎖されるまで働いていた。
いくつかの証言から、Wongの犯行の動機は、彼の英語能力の未熟さのために「過小評価と軽蔑」を受けたことがあり、仕事を失ったうえ、ニューヨークでの仕事が見つからなかったことで不満が爆発したものと見られる。証言によると、Wongは「アメリカは最低だ」と語ったり、彼が働いていた掃除機会社の社長を殺すといった内容のことを話していたという。彼の同僚の別の一人は「彼は静かで、暴力的な人物ではない」「彼がそんなことをするなんて信じられない」と語った。

## TV局に送られた小包
事件の数日後、小包がニューヨーク州シラキュースから、TV放送局YNN Central New Yorkに送られた。日付は2009年3月18日となっており、消印は2009年4月3日、事件の起こった当日に押されていた。使われた3つの切手は、1つは自由の鐘、2つはパープルハート章だった。小包の中身は2通の手書きの手紙で、銃を持ち微笑むWongの写真、銃の使用許可証、彼の自動車免許証が入っていた。手紙の内容は、感情的な部分がいくつも見受けられ、大半は彼が差別的な迫害を受けたという警察に対する雑多な非難中傷であった。

## 事件についての反応
- 米国大統領バラク・オバマは銃撃事件を「無意味な暴力」として批判し、被害者を追悼した[42]。
- ニューヨーク州知事デビッド・パターソンは2009年4月8日、州旗を半旗にし、追悼の意を示した[43]。
- Wongの両親は息子の犯行について謝罪を表明した[44]。